# Claes Nordström
Claes Jesper Bo Nordström, född 30 juli 1935 i Oscars församling, Stockholms stad, var en svensk hovintendent.

## Biografi
Claes Nordström föddes 1935 i Stockholm. Han var son till avdelningsdirektören Bo Nordström och Margareta Swedenborg. Nordström avlade 1963 juridisk kandidatexamen i Stockholm och gjorde tingstjänstgöring från 1963 till 1966. Han var från 1966 till 1968 anställd vid Byggnadsstyrelsen och från 1968 till 1979 vid Naturvårdsverket. Nordström blev 1979 hovintendent vid Hans Majestät Konungens tjänstgörande hovstat. Nordström tilldelades Hans Majestät Konungens medalj av åttonde storleken i Serafimerordens band 1985.

### Familj
Nordström gifte sig 1963 med Mari Widemar (född 1941), dotter till direktören Sven Widemar och justitierådet Ingrid Gärde Widemar.